# Куртеј (Ер)
Куртеј (фр. Courteilles) насеље је и општина у северној Француској у региону Горња Нормандија, у департману Ер која припада префектури Евре.
По подацима из 2011. године у општини је живело 143 становника, а густина насељености је износила 22,92 становника/km². Општина се простире на површини од 6,24 km². Налази се на средњој надморској висини од 174 метара (максималној 177 m, а минималној 140 m).

## Демографија
| 1962. | 1968. | 1975. | 1982. | 1990. | 1999. | 2011. |
| ----- | ----- | ----- | ----- | ----- | ----- | ----- |
| 113   | 139   | 156   | 164   | 155   | 165   | 143   |

График промене броја становника у току последњих година